# マニガンス
マニガンス(Manigance 1995年-)は、フランスのポー出身のメロディックスピードメタルバンドである。